# جفری میک
جفری میک (به انگلیسی: Jeffrey Meek) (زاده ۱۱ فوریهٔ ۱۹۵۹) بازیگر سینما، تئاتر و تلویزیون آمریکایی است.
از فیلم‌های معروف او می‌توان به بازی در قلب اجاره‌ای، جانی خوش‌قیافه و مردم زمستانی اشاره کرد.